# Anochetus horridus
Anochetus horridus é uma espécie de formiga do gênero Anochetus, pertencente à subfamília Ponerinae.